# Větrný mlýn ve Studenci
Větrný mlýn ve Studenci je zaniklý mlýn německého typu, který stál v jižní části Studence u Horek, poblíž zámku na místě zvaném „nad Vinopalí“ nebo „nad parkem“ na návrší ve výšce kolem 530 m n. m..

## Historie
Větrný mlýn na stavební parcele č. 7 byl postaven i se stavením čp. 179 roku 1831; na palečním kole je uvedeno jméno Ulver. Stavební parcelu č. 7 vlastnil Wenzel Dresler, později byla majetkem panství Studenec (Wenzel Ritter Bergenthal). V polovině 19. století se zde ročně semlelo 150 měřic obilí.
Poté byl mlýn v majetku mlynáře Novotného, od něhož jej za 1600 zlatých koupil i s domkem „u Vinopale“ Jan Šorm. Po něm zdědil mlýn jeho syn František, mlynář z č. 181. Ten jej chtěl později prodat za 400 zlatých, ale splátky nebyly řádně placeny, proto byla koupě zrušena.
Mlýn později z důvodu nedostatku mletí a konkurence válcových mlýnů upadal a roku 1907 byl zbořen. Jeho trámy byly rozřezány na prkna nebo rozprodány, měkké dříví spáleno a mlýnský kámen použit jako příkrov studně.

## Popis
V mlýně o jednom mlýnském složení pracoval jeden člověk.